# Ghiacciaio Waverly
Il ghiacciaio Waverly (in inglese Waverly Glacier) è uno stretto ghiacciaio situato sulla costa di Lassiter, nella parte sud-orientale della Terra di Palmer, in Antartide. Il ghiacciaio, il cui punto più alto si trova a circa 210 m s.l.m., fluisce lungo il versante meridionale del monte Tricorno fino ad entrare nell'insenatura di Wright.

## Storia
Il ghiacciaio Waverly fu scoperto da alcuni membri del Programma Antartico degli Stati Uniti d'America di stanza alla base Est nel 1939-41 durante una ricognizione aerea del dicembre 1940. Nel 1947 il ghiacciaio fu mappato da una squadra formata da membri della spedizione antartica condotta nel 1947-48 e comandata da Finn Rønne, e proprio quest'ultimo lo ribattezzò così in onore della cittadina di Waverly, nello Stato di New York. A Waverly aveva sede la Kasco Mills, i cui proprietari, Marc Ivy and Edwin Knapp, avevano contribuito alla spedizione di Rønne fornendo venti tonnellate di cibo per cani.